# الفاکهی
أبو عبدالله محمد بن إسحاق الفاکهی الکنانی مورخ قرن سوم هجری که به خاطر اثرش «أخبار مکة فی قدیم‌الدهر وحدیثه» مشهور به «تاریخ مکه» معروف است. تاریخ او دو برابر تاریخی است که الازرقی نگاشته و گرچه در برخی موارد عیناً با تاریخ الازرقی یکی است اما باید اثری مستقل از آن دانست.